# Gesellschaft zu Schuhmachern
Die Gesellschaft zu Schuhmachern ist eine der 13 Gesellschaften und Zünfte in der Stadt Bern und durch die Verfassung des Kantons Bern garantierte öffentlich-rechtliche Körperschaft. Sie ist eine burgerliche Korporation im Sinn der bernischen Gemeindegesetzgebung und untersteht der Aufsicht der kantonalen Behörden. Als Personalkörperschaft hat sie kein eigenes Territorium und ist steuerpflichtig. Sie umfasst alle Burgerinnen und Burger von Bern, die das Gesellschaftsrecht zu Schuhmachern besitzen. Zurzeit umfasst die Gesellschaft zu Schuhmachern ungefähr 600 Mitglieder.
Die Gesellschaft zu Schuhmachern erscheint in den Quellen erstmals mit der bernischen Handwerksordnung von 1373.

## Personen
Nicht abschliessende Liste mit Angehörigen der Gesellschaft zu Schuhmachern, über welche ein deutschsprachiger Wikipedia-Artikel existiert.
- Johann Rudolf Gruner (1680–1761), Dekan in Burgdorf, Pfarrer, Sammler, Chronist
- Samuel Küpfer (1687–1765), Buchdrucker, Mitglied des Grossen Rats, Grossweibel, Obervogt in Lenzburg
- Uriel Freudenberger (1705–1768), Pfarrer, Schriftsteller
- Gottlieb Sigmund Gruner (1717–1778), Naturforscher, Archivar des Landgrafen von Hessen-Homburg
- Johann Samuel Gruner (1766–1824), Bergwerksingenieur und Geologe
- Sigmund Freudenberger, Maler
- Rudolf Emanuel Stierlin (1779–1866), Theologe und Heimatforscher.
- Samuel Brunner (1790–1844), Arzt und Naturforscher
- Carl Emanuel Brunner (1796–1867), Chemieprofessor
- Karl Brunner-von Wattenwyl (1823–1914), Naturforscher
- Edouard Brunner (1932–2007), Diplomat
- Jean Ziegler (* 1934), Soziologe
- Stefan Trechsel (* 1937), Richter am Internationalen Strafgerichtshof für das ehemalige Jugoslawien